# Lucius Caecilius Metellus Diadematus
Lucius Caecilius Metellus Diadematus (Kr. e. 2. század – Kr. e. 1. század) római politikus, az előkelő, plebeius származású Caecilia gens Metellus-ágához tartozott. Quintus Caecilius Metellus Macedonicus, Kr. e. 143. consuljának fia volt. Fivérei, Quintus, Marcus és Caius is mind elérték a consuli rangot.
Életéről keveset tudunk, ráadásul sokszor összekeverik unokatestvérével, Lucius Caecilius Metellus Dalmaticusszal, aki Kr. e. 119-ben viselte a consuli címet. Agnomenjét (ragadványnév latinul) onnan kapta, hogy homlokán sokáig kendőt viselt egy fekély miatt. Kr. e. 117-ben Quintus Mucius Scaevola consultársa volt. Kr. e. 115-ben fivéreivel együtt vitte apja holttestét a halotti máglyára. Kr. e. 99-ben még élt, és támogatta másik unokatestvére, Quintus Caecilius Metellus Numidicus visszahívását rodoszi száműzetéséből.
| Elődei: Marcus Portius Cato és Quintus Martius Rex | Consul i. e. 117 collega: Quintus Mucius Scaevola Augur | Utódai: Caius Licinius Geta és Quintus Fabius Maximus Eburnus |